# Військова історія Бразилії
Військова історія Бразилії включає століття збройних дій на території, що охоплює сучасну Бразилію, і роль бразильських збройних сил в конфліктах і миротворчих заходах по всьому світу.
Протягом кількох сотень років, територія була місцем міжплемінних воєн корінних народів. Починаючи з 16-го століття, прибуття португальських дослідників призвели до конфліктів з корінними народами; помітним прикладом є повстання Тамойо Конфедерації. Повстання африканських рабів також часто відбувались у колоніальний період, з помітним повстанням на чолі з Зумбі Пальмарес. Конфлікти зустрічалися з іншими європейськими країнами, а також — двома яскравими прикладами є справа Французької антарктики і конфлікт з Нідерландами на початку 17 століття за контроль над більшою частиною північного сходу Бразилії. Хоча Португалія зберегла свої володіння під час конфліктів з іншими країнами, але в кінцевому підсумку втратила контроль над колонією після майже безкровної боротьби за незалежність і подальше створення імперії Бразилії.
Історія Бразилії після здобуття незалежності відзначається на початку територіальними війнами проти сусідніх країн, які значно вплинули на формування сучасних політичних кордонів. Наприклад, війна Аргентина-Бразилія, що точилась на території нинішнього Уругваю встановила незалежність цієї країни. Бразилія також постраждала в початковому етапі через невеликі — і в кінцевому результаті, невдалі — повстання в північних провінціях. Збройний конфлікт з Парагваєм призвів до створення поточного кордону Бразилії з цією країною після вирішальної перемоги. Внутрішні конфлікти між виконавчою владою і владою багатих землевласників, нарешті, призвели до скасування бразильської імперії, і створенніа сучасного республіканського уряду.
Сучасна діяльність включає в себе участь в обох світових війнах разом з внутрішньою боротьбою у зв'язку з військовим режимом, і участь у правому крилі військових операцій, таких як операції «Кондор». Останні події включають участь у зусиллях з підтримання миру після 2004 року після повстання Гаїті.